# Trémeur
Trémeur (tiếng Breton: Treveur) là một xã của tỉnh Côtes-d’Armor, thuộc vùng Bretagne, tây bắc Pháp.

## Dân số
Người dân ở Trémeur được gọi là Trémeurois.